# Charles Naveko
Charles Naveko (ur. 31 sierpnia 1966) – malawijski lekkoatleta specjalizujący się w biegu długodystansowym.
Brał udział w biegu na 10 000 metrów na Letnich Igrzyskach Olimpijskich 1988, odpadając w eliminacjach.